# Bongó
El bongó es un instrumento musical membranófono conformado por un juego de dos tambores pequeños hechos de madera ligeramente troncocónicos, uno más pequeño que el otro, unidos por una pieza de madera. Sus bocas superiores (las de diámetro mayor) están cubiertas por cuero sólido que se tensa con un anillo de metal de color negro a través de las llaves metálicas del bongó. Se percute con las manos, para lo cual se debe colocar entre las rodillas, sentado, ubicando el parche más agudo (el de menor tamaño) a su izquierda en un ángulo de 45° para obtener su sonido. Al músico que toca el bongó se le denomina «bongosero».
Según la clasificación decimal de los instrumentos musicales de Hornbostel y Sachs (Vega 1989), le corresponde el número 211.211.12-9221.
El bongó es, a decir de Fernando Ortiz (etnógrafo e historiador cubano), «la más valiosa síntesis en la evolución de los tambores gemelos lograda por la música afrocubana». Su origen se remonta a la zona oriental de Cuba donde, conjuntamente con el desarrollo del son, alcanzó su forma definitiva y mayor esplendor al llegar a La Habana a partir de 1905.
Generalmente, se coloca entre las rodillas del ejecutante sentado, con un ángulo de inclinación de, aproximadamente, 45° hacia fuera del ejecutante, aunque también es muy utilizado sobre un atril. El ejecutante suele alternar su uso con el cencerro cubano, utilizando una soga, colgándolos de una pierna del ejecutante sentado, quedando los tambores a ambos lados de la misma.
Su evolución ha estado muy ligada a la aparición y popularidad del son montuno cubano. A través de los conjuntos soneros, llegaron a los salones de bailes y de allí a las grandes orquestas. Actualmente, se emplea principalmente en los géneros musicales salsa y bachata.

## Historia

### Origen

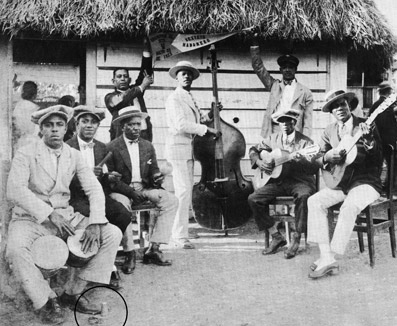
Sexteto Habanero en 1925. El primero por la izquierda es Agustín Gutiérrez, el bongosero. Su lámpara de afinación está en el suelo (rodeada).

El origen del bongó es poco claro. Su uso fue documentado por primera vez en la región oriental de Cuba, la Provincia de Oriente, a finales del siglo XIX, donde se empleó en estilos musicales populares como el nengón, el changüí y su descendiente, el son cubano. Según Fernando Ortiz, la palabra bongó derivó de las palabras bantúes mgombo o ngoma, que significa tambor. Tiene la hipótesis de que la palabra evolucionó por metátesis y por similitud con otra palabra bantú, mbongo. En Holguín, ciertos tambores que se consideran posibles ancestros del bongó se conocen como tahona, que podría haber sido una palabra genérica para tambor en Cuba y también se refiere a un género musical no relacionado.
La mayoría de las fuentes sobre la historia cultural afrocubana sostienen que el bongó deriva de los modelos de tambores de bantúes de África Central, perceptibles en los fondos abiertos. La fuerte presencia histórica de africanos del Región del Congo/Angola en el este de Cuba (donde apareció por primera vez el bongó) hace posible tal influencia. Además, las influencias centroafricanas/congoleñas también están documentadas tanto en el son cubano como en el changüí, e inicialmente el desarrollo del tambor bongó fue paralelo a estos géneros. A partir de estos modelos conceptuales de tambor africano, el bongó se desarrolló más en la propia Cuba, y algunos historiadores afirman que la unión de los dos tambores fue una invención posterior que tuvo lugar en Cuba. Por lo tanto, el instrumento ha sido descrito como africano en concepto, pero cubano en invención. Esto ha sido discutido, sin embargo, por varios historiadores (más notablemente Haroldo Dilla Alfonso).

### Evolución y popularización

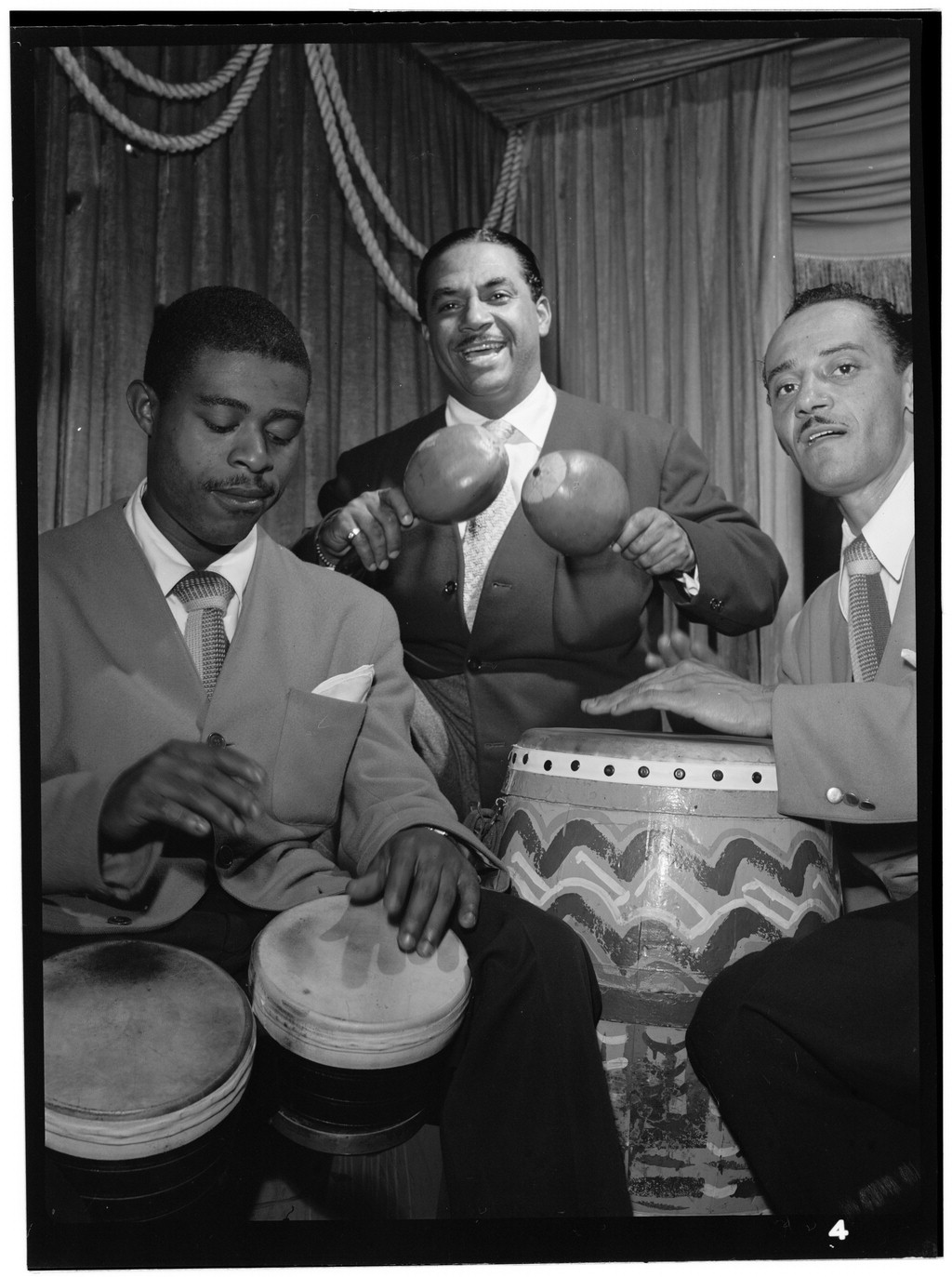
José Mangual Sr. a los bongós (izquierda) junto a Machito a las maracas y Carlos Vidal Bolado a la conga en el Glen Island Casino, Nueva York, 1947.

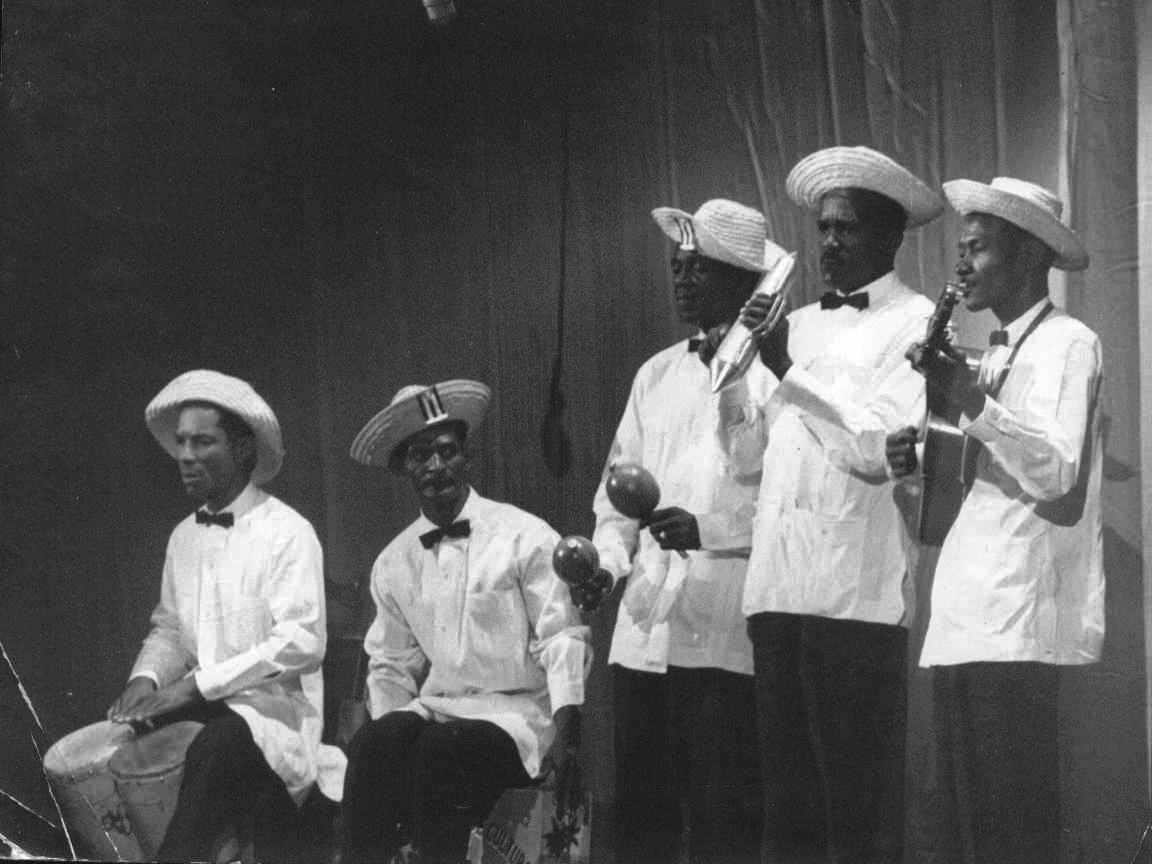
Grupo Changüí de Guantánamo en 1962. El bongosero (izquierda) está tocando el bongó de monte, que es mucho más alto que el bongó estándar.

El bongó entró en la música popular cubana como instrumento clave de los primeros conjuntos de son, convirtiéndose rápidamente (debido a la creciente popularidad del son) en el primer instrumento con un innegable pasado africano. Esto lo atestiguan, por ejemplo, los poemas de Nicolás Guillén. A medida que el son evolucionó y se distanció de su precursor, el changüí, también lo hicieron los bongós. Los bongós utilizados en el changüí, conocidos como bongó de monte, son más grandes y están afinados más bajo que sus contrapartes modernas, tienen cabezas de tachuelas en lugar de herrajes afinables, y tocan de manera similar al tambor de conga principal (quinto) y otras partes de tambor principal folclóricas. A diferencia del son moderno, el changüí nunca extendió su popularidad más allá de la zona oriental de Cuba, y por lo tanto sus bongós siguen siendo una rareza. Es comúnmente aceptado que el son llegó a La Habana en parte como resultado de la llegada de músicos miembros del ejército permanente de Cuba, que trajeron la música del este de Cuba con ellos. Entre los primeros bongoseros conocidos que se alistaron en el ejército permanente de Santiago de Cuba estuvo Mariano Mena.
Durante la época del sexteto, los grupos empezaron a actuar y a hacer giras más que nunca, y por primera vez se hicieron grabaciones. Fue en este contexto que los primeros grandes innovadores del bongó dejaron su huella, y a diferencia de sus predecesores, sus nombres no se perdieron en el tiempo. Destacan Óscar Sotolongo del Sexteto Habanero y José Manuel Carriera Incharte El Chino del Sexteto Nacional, los dos principales grupos de las décadas de 1920 y 1930. El propio Sotolongo abandonaría más tarde el Habanero y dirigiría su propio grupo, el Conjunto Típico Cubano. Su sustituto fue Agustín Gutiérrez Manana, quien es ampliamente considerado como uno de los más influyentes bongoseros, en parte debido a su condición de miembro del Abakuá, que le permitió desarrollar técnicas basadas en el tambor ekué (tambor secreto) de dicha sociedad. En 1930, el hijo de Sotolongo, Andrés Sotolongo sustituyó a Gutiérrez en el Habanero. Décadas más tarde, a los 82 años, Andrés Sotolongo fue grabado para el documental Rutas del Ritmo tocando junto a Isaac Oviedo.
La década de 1930 vio un aumento en la habilidad técnica de los bongoseros, como lo demuestra Clemente Chicho Piquero, cuyas virtuosas interpretaciones inspiraron a un joven Mongo Santamaría a tomar el instrumento. Algunos músicos fueron capaces de traducir eficazmente su habilidad técnica en puro espectáculo, como fue el caso de Lázaro Pla, conocido como Manteca, que realizó una gira con los Lecuona Cuban Boys en la década de 1940 y se convirtió en una atracción en La Habana en la década de 1950. Más tarde se trasladó a Miami y lanzó dos álbumes como líder en la década de 1970. A principios de la década de 1940, Santamaría se había convertido en un maestro del instrumento, actuando con la Lecuona Cuban Boys, La Sonora Matancera, el Conjunto Matamoros y el Conjunto Segundo de Arsenio Rodríguez, entre otros. Arsenio había sido pionero en el formato de conjunto al incorporar una tumbadora (tambor de conga) a la sección rítmica y hacer que el bongosero doblara en cencerro. El bongosero de Arsenio durante mucho tiempo fue Antolín Papa Kila Suárez, quien suele ser citado como uno de los más grandes de su época junto a Pedro Mena del Conjunto Matamoros. El grupo de Arsenio también ayudó a romper las barreras de la raza, que afectó especialmente a los bongoseros. Por ejemplo, la Orquesta Casino de la Playa no permitía a su bongosero negro Ramón Castro actuar en el escenario, ni a Arsenio se le permitía subir al tres. El Casino de la Playa también contaría con el bongosero Cándido Requena, que más tarde se uniría al Conjunto Kubavana y al Conjunto Niágara, y se convertiría en uno de los principales fabricantes de bongós y tumbadoras de Cuba. Requena, así como los hermanos Vergara, fueron fundamentales en la mejora tecnológica de los bongós y las congas. Antes de la llegada de los bongós y las congas afinables mecánicamente en la década de 1940, ambos instrumentos solían afinarse con aceite o lámparas de queroseno. El calor de la llama se utilizaba para contraer el parche del tambor y conseguir el sonido deseado.
Tras la popularización de la tumbadora, Santamaría se pasó a este instrumento, sin dejar de ser amigo íntimo del bongosero Armando Peraza. Ambos se trasladaron a Nueva York para 1950, llevando consigo sus habilidades musicales. Entre los bongoseros que se quedaron en Cuba estaba el ya mencionado Chicho Piquero, quien se había hecho muy amigo de Benny Moré en México y se convirtió en el bongosero de su Banda Gigante de regreso a Cuba. También fueron importantes durante la década de 1950 Papa Gofio, del Conjunto Rumbavana, y Rogelio Yeyo Iglesias, el principal bongosero de la escena de la descarga de La Habana. En el transcurso del siglo XX, el bongó se extendió por toda Latinoamérica. En la República Dominicana, el bongó se convirtió en parte integral de la bachata, un género relacionado con el bolero que surgió en la década de 1960.

### En los Estados Unidos

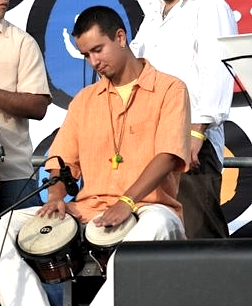
Un intérprete tocando los bongós formando parte de una orquesta, en 2009.

Encabezado por el icónico conguero Chano Pozo, a finales de la década de 1940 se produjo un éxodo de percusionistas afrocubanos de Cuba a Estados Unidos. Entre los principales bongoseros de origen cubano en Estados Unidos se encontraban Armando Peraza, Chino Pozo (sin relación con Chano) y Rogelio Darias, que tuvo una larga carrera en Las Vegas y fue conocido como el Rey del Bongó. Muchos otros, sin embargo, se convertirían principalmente en conguistas, como Mongo Santamaría, Sabú Martínez y Cándido Camero.
La escena musical latina de Nueva York, y de Estados Unidos en general, estaba constituida principalmente por puertorriqueños, y muchos bongoseros influyentes eran puertorriqueños que aprendieron de los cubanos. Un ejemplo temprano es Rafael Congo Castro, que llegó a Nueva York en 1924 y tuvo una larga carrera como bongosero en Chicago hasta la década de 1980. En Nueva York, muchos bongoseros puertorriqueños pasarían a formar parte de los conjuntos pioneros del jazz afrocubano de la época, como Machito y sus afrocubanos, cuyos singles «Tangá» y «Mango mangüé» (considerados los primeros ejemplos del género) presentaban a José Mangual Sr. Buyú en los bongós. La prolífica carrera de Mangual fue continuada por sus hijos José Mangual Jr. y Luis Mangual, quienes tocaron en una variedad de grupos de salsa en la década de 1970. Las dos orquestas latinas más importantes de los años 50 en Nueva York, lideradas por Tito Puente y Tito Rodríguez, fueron el hogar de dos generaciones de bongoseros representadas por Johnny La Vaca Rodríguez y su hijo Johnny Dandy Rodríguez, de ascendencia puertorriqueña.
Otros músicos puertorriqueños que se hicieron un nombre en los bongós fueron Richie Bastar de El Gran Combo de Puerto Rico, Ralph Marzán de la charanga de Johnny Pacheco, Little Ray Romero, Frank Colón y Roberto Roena. Por otro lado, entre los maestros bongoseros estadounidenses se encuentran Jack Costanzo y Willie Bobo, este último más activo en los timbales. Otros bongoseros que tuvieron más impacto como timbaleros fueron Manny Oquendo, Orestes Vilató y Nicky Marrero. Actos americanos de rock novelesco como Preston Epps y Michael Viner's Incredible Bongo Band capitalizaron la popularidad del instrumento así como sus cualidades «exóticas» y rítmicas.

## Técnica
Los tambores de bongó producen sonidos relativamente agudos en comparación con los tambores de conga, y deben sostenerse detrás de las rodillas con el tambor más grande a la derecha cuando se es diestro. La mayoría de las veces se toca con la mano y se asocia especialmente en la música cubana con un patrón constante u ostinato de corcheas conocido como martillo. Tradicionalmente se tocan golpeando el borde de los parches del tambor con los dedos y las palmas. El glissando utilizado con el bongó de monte se realiza frotando el tercer dedo, apoyado en el pulgar, por el parche del tambor. A veces se humedece el dedo con saliva o sudor antes de frotarlo por el parche.
Cuando se toca el son cubano y otros géneros populares, el macho está a la izquierda y la hembra a la derecha. En el changüí, el bongó de monte se coloca al revés. Los patrones de interpretación también son diferentes en el changüí, donde el bongó no sigue un ritmo constante. En su lugar, suele marcar offbeats y el tiempo cuatro mientras improvisa. Así, la técnica de toque en el changüí se asemeja a la de las congas (además, su tono suele ser más bajo que el de los bongós y las congas). Esto refleja su origen, ya que el bongó del monte evolucionó a partir de pares de bokús, un tambor más grande del este de Cuba similar a la conga.
Los bongós también pueden tocarse sobre un soporte, como es el caso de las orquestas y bandas de concierto. En las interpretaciones de música clásica, los bongós suelen ser golpeados con malletas o palillos. Entre los ejemplos de piezas que incluyen bongós se encuentran Ionización de Varèse (1931), Le Marteau sans maître de Boulez (1955) y In seinem Garten liebt Don Perlimplin Belisa de Fortner (1962).